# Sylvia Sleigh

Le bain turc (1862) de Jean-Auguste-Dominique Ingres

Sylvia Sleigh est une peintre réaliste née britannique le 8 mai 1916 à Llandudno et décédée américaine le 24 octobre 2010, à New York.

## Jeunesse
Sylvia Sleigh étudie à la Brighton School of Art. Elle déménage à Londres en 1941 après avoir épousé son premier mari, Michael Greenwood. Sa première exposition personnelle a lieu en 1953 à la Kensington Art Gallery. Sylvia Sleigh rencontre Lawrence Alloway, conservateur et critique d'art, alors qu'il suit des cours du soir à l'Université de Londres ; ils se marient en 1954 et s'installent aux États-Unis en 1961,.

## Œuvre et féminisme
Dans les années 1970, inspirée des principes féministes, elle peint plusieurs œuvres renversant les iconographies artistiques canoniques, en présentant des hommes nus dans des poses passives traditionnellement associées aux femmes, comme celles de la Vénus couchée ou de l'odalisque. Certaines font directement allusion à des œuvres existantes, telles que Philip Golub Reclining (1971), qui s'approprie la pose[pas clair] de la Vénus Rokeby de Velázquez. Ce travail propose aussi un renversement du schéma[pas clair] homme-artiste/femme-muse typique du canon occidental[réf. nécessaire] et reflète la recherche sur la position de la femme tout au long de l'histoire de l'art[évasif] en tant que modèle, maîtresse et égérie, mais rarement en tant qu'artiste-génie.
The Turkish Bath (1973) semble être une version inversée du tableau du même nom d'Ingres de 1862. Sylvia Sleigh représente un groupe de critiques d’art, y compris son mari, Lawrence Alloway (allongé en bas à droite) nus, dans des poses lascives,. Son mari figure dans une trentaine d'œuvres de Sylvia Sleigh. Bien que légèrement idéalisés, ses personnages demeurent hautement individualisés.
Dans ses nus masculins, le sujet « est utilisé comme véhicule pour exprimer des sentiments érotiques, comme les artistes masculins ont toujours utilisé le nu féminin »
D'autres œuvres telles que Paul Rosano Reclining (1974) ou Nu Imperial: Paul Rosano (1975) donnent à voir des hommes des positions dites « féminines »[Par qui ?] où les sexes ne sont pas cachés, ni idéalisés. L'artiste dénonce ainsi les codes que les artistes hommes ont imposé aux nus féminisés pendant des siècles[Quoi ?].
D'autres œuvres, moins radicales, mettent sur un pied d'égalité les rôles d'hommes et de femmes, comme Concert champêtre (1976), tableau dans lequel toutes les figures sont dénudées, contrairement à l'œuvre homonyme de Titien (précédemment attribué à Giorgione), dans lequel seules les femmes sont nues.
Sylvia Sleigh explique « J’ai le sentiment que mes peintures mettent l’accent sur l’égalité des hommes et des femmes (femmes et hommes). Pour moi, les femmes étaient souvent décrites comme des objets sexuels dans des poses humiliantes. Je veux donner mon point de vue. J'aime décrire l'homme et la femme comme des personnes intelligentes et réfléchies dotées d'une dignité et d'un humanisme qui mettent l'accent sur l'amour et la joie. »
De la même façon, la toile de Lilith (1976), créée en tant que composante de The Sister Chapel, une installation collaborative réalisée en 1978, montre des corps superposés d'hommes et de femmes afin de souligner les similitudes fondamentales entre les deux.
Sylvia Sleigh est l'une des membres fondateurs de la SOHO 20 Gallery qui voit le jour en 1973, dirigée et entièrement composée par des artistes femmes. Elle rejoint la A.I.R. Gallery (créée en 1972). Elle peint d'ailleurs des portraits de groupe des deux organisations.
Entre 1976 et 2007, Sleigh réalise une série de portraits de 36 pouces mettant en vedette des femmes artistes et écrivains, notamment Helène Aylon, Catharine R. Stimpson, Howardena Pindell, Selina Trieff et Vernita Nemec,. Sylvia Sleigh enseigne pendant un certain temps à l'Université d'État de New York à Stony Brook et à la New School for Social Research.
Lors d'un entretien, en 2007, Brian Sherwin lui demande si, d'après elle, les questions d’égalité des sexes dans le monde de l’art traditionnel et dans le monde en général ont positivement évolué. Elle répond : « Je pense que les choses se sont améliorées pour les femmes en général. Il y a beaucoup plus de femmes dans le gouvernement, dans le droit et dans les entreprises, mais il est très difficile pour les femmes du monde de l'art de trouver une galerie ». Selon Sylvia Sleigh, il reste encore beaucoup à faire pour que les hommes et les femmes soient traités d'égal à égal dans le monde de l'art.

## Reconnaissance
Au cours des deux dernières décennies de sa vie, Sylvia Sleigh achète plus de 100 œuvres d'art réalisées par d'autres femmes, parmi lesquelles des peintures, sculptures et gravures de Cécile Abish, Dotty Attie, Hélène Aylon, Blythe Bohnen, Louise Bourgeois, Ann Chernow, Rosalyn Drexler, Martha Edelheit, Audrey Flack, Shirley Gorelick, Nancy Grossman, Pegeen Guggenheim, Nancy Holt, Lila Katzen, Irene Krugman, Diana Kurz, Marion Lerner-Levine, Vernita Nemec, Betty Parsons, Ce Roser, Susan Sills, Michelle Stuart, Selina Trieff, Audrey Ushenko, Sharon Wybrants, et expose sa collection grandissante à la SOHO 20 Gallery en 1999. En 2011, cette collection est donnée à la Rowan University Art Gallery et constitue le noyau du parcours de la collection permanente.
En tant que professeur invitée de peinture, Sylvia Sleigh reçoit le titre de professeur distinguée Edith Kreeger Wolf à l'Université Northwestern en 1977. Elle obtient une subvention du National Endowment for the Arts en 1982 et une autre de la Fondation Pollock-Krasner en 1985.
En 2008, Sylvia Sleigh est récompensée du Distinguished Artist Award pour l'ensemble de ses réalisations de la part de la College Art Association. Elle est également reconnue par le Women's Caucus for Art, qui lui décerne à titre posthume le Lifetime Achievement Award en 2011.